# Mythimna deserticola
Mythimna deserticola is een vlinder uit de familie uilen (Noctuidae). De wetenschappelijke naam is voor het eerst geldig gepubliceerd in 1903 door Bartel.
De soort komt voor in Europa.